# 道の駅慈恩の滝 くす
道の駅慈恩の滝 くす（みちのえき じおんのたき くす）は、大分県玖珠郡玖珠町にある国道210号の道の駅である。

## 概要
玖珠町西部の山浦地区に位置し、日田市との境にある慈恩の滝に隣接する。玖珠町では道の駅童話の里くすに続く2か所目の道の駅で、童話の里くすと同じく一般社団法人くすみちが指定管理者として運営する。

## 施設
- 物産館[5]
- 情報提供コーナー[5]
- 駐車場[6]
  - 普通車：30台
  - 大型車：7台
  - 身障者用：2台
- トイレ
  - 男：大 2器、小 5器
  - 女：4器
  - 身障者用：1器
- 休憩室[5]

## 休館日
- 年中無休

## アクセス
- 国道210号 - 登録路線
- 久大本線 杉河内駅

## 周辺
- 慈恩の滝